# Negastrn
Negastrn – wieś w Słowenii, w gminie Moravče. W 2018 roku liczyła 97 mieszkańców.